# Белобожницкая сельская община
Белобожницкая сельская община (укр. Білобожницька сільська громада) — территориальная община в Чортковском районе Тернопольской области Украины.
Административный центр — село Белобожница.
Население составляет 14431 человек. Площадь — 270,4 км².
В соответствии с распоряжением Кабинета Министров Украины от 12 июня 2020 года, в состав общины вошла территория Базарского, Белобожницкого, Джуринского, Звинячского, Косовского, Палашовского, Полевецкого, Ромашовского и Рыдодубовского сельских советов Чортковского района, а также Будановского сельского совета упразднённого Теребовлянского района.

## Населённые пункты
В состав общины входит 18 сёл:
- Белобожница
  - Калиновщина
  - Мазуровка
  - Семаковцы
- Базарский старостинский округ:
  - Базар
- Будановский старостинский округ:
  - Буданов
  - Папирня
- Джуринский старостинский округ:
  - Джурин
  - Джуринская Слободка
- Звинячский старостинский округ:
  - Звиняч
  - Скоморошье
- Косовский старостинский округ:
  - Косов
- Палашовский старостинский округ:
  - Криволука
  - Палашовка
- Полевецкий старостинский округ:
  - Полевцы
- Ромашовский старостинский округ:
  - Ромашовка
- Рыдодубовский старостинский округ:
  - Белый Поток
  - Рыдодубы